# Randka na moście
Randka na moście – amerykańska komedia romantyczna z 1996 roku.

## Obsada
- Sarah Jessica Parker - Lucy Ackerman
- Eric Schaeffer - Joe MacGonaughgill
- Ben Stiller - Bwick Elias
- Elle Macpherson - Jane Lindquist
- James Rebhorn - Simon Ackerman
- Scarlett Johansson - Emily
- David Thornton - Ted
- Bill Sage - Dick
- Dominic Chianese - Al
- Michael Storms - Sam
- Jason Myers - Billy
- Emily Hart - Eddy
- Paul Greco - Rene